# Volkmar Groß
Volkmar Groß (ur. 31 stycznia 1948 w Berlinie, zm. 3 lipca 2014) – niemiecki piłkarz występujący na pozycji bramkarza.

## Kariera klubowa
Groß zawodową karierę rozpoczynał jako gracz Herthy BSC. Trafił tam w 1967, gdy Hertha grała w Regionallidze Berlin. W 1968 awansował z klubem do Bundesligi. Zadebiutował tam 30 października 1968 w wygranym 2:1 meczu z Hannoverem 96. W 1972 był jednym z zawodników zamieszanych w skandal korupcyjny, więc został przez Niemiecki Związek Piłki Nożnej zawieszony na dwa lata. Nie mógł w tym czasie grać w ligach niemieckich i występował w południowoafrykańskim klubie Hellenic FC.
W 1974 Groß przeszedł do holenderskiego FC Twente, z którym w 1975 dotarł do finału Pucharu Holandii, gdzie Twente uległo ADO Den Haag 0:1. Na początku 1977 Groß wrócił do ojczyzny, gdzie został graczem pierwszoligowej Tennis Borussii Berlin. Zadebiutował tam 15 stycznia 1977 w przegranym 0:1 pojedynku z Rot-Weiss Essen. 21 maja 1977 w wygranym 4:2 spotkaniu z 1. FC Kaiserslautern zdobył bramkę z rzutu karnego, która była jego pierwszą w Bundeslidze. W sezonie 1976/1977 spadł z klubem do 2. Bundesligi i odszedł wówczas z zespołu.
Latem 1977 trafił do pierwszoligowego FC Schalke 04. Pierwszy ligowy mecz zaliczył tam 6 sierpnia 1977 przeciwko TSV 1860 Monachium (0:0). W 1979 Groß przeszedł do amerykańskiego klubu Minnesota Kicks. Był potem jeszcze graczem San Diego Sockers, gdzie w 1983 zakończył karierę.

## Kariera reprezentacyjna
Groß rozegrał jedno spotkanie w reprezentacji RFN. Był to towarzyski mecz przeciwko Grecji (3:1) rozegrany 22 listopada 1970.